# Боркі-Великі (Вармінсько-Мазурське воєводство)
Боркі-Великі (пол. Borki Wielkie, нім. Groß Borken) — село в Польщі, у гміні Біскупець Ольштинського повіту Вармінсько-Мазурського воєводства.
Населення — 321 особа (2011).
У 1975-1998 роках село належало до Ольштинського воєводства.

## Демографія
Демографічна структура станом на 31 березня 2011 року:
|          | Загалом | Допрацездатний вік | Працездатний вік | Постпрацездатний вік |
| -------- | ------- | ------------------ | ---------------- | -------------------- |
| Чоловіки | 161     | 38                 | 111              | 12                   |
| Жінки    | 160     | 33                 | 94               | 33                   |
| Разом    | 321     | 71                 | 205              | 45                   |